# 彌彥神社事件
彌彥神社事件（日语：／ iyahikozinzyaziken／yahikozinzyaziken */?），又稱彌彦事件、彌彥神社踩踏事故、彌彦神社丙申元旦事故，是日本罕見而死傷最嚴重的人群踩踏事故，發生在1956年（昭和31年）1月1日，新潟縣西蒲原郡彌彥村的彌彥神社，釀成124死94傷。

## 事件經過
彌彦神社新年期間發放紅白「御福餅」，由1955年12月31日起有約3萬人到場參加。而前往拜殿及離開的人群因人流過多在中央有15階的樓梯堵塞滯留。1月1日午夜0時10分、因滯留人群過多，令神社的柵欄（玉垣）崩壞、沒有支撐的參拜客因而跌落。
當時彌彦神社照明設備並未整修，周圍相當陰暗。附近的警員因在公車停車場忙於指揮交通，而沒有在神社內。最終導致死者124人，重輕傷者77人。
直至午夜1時左右警察、青年團、消防員等開始救援工作，將傷者送到醫院，而死者則送到拜殿、拜觀所、彌彥小學的體育館等。現場留下大量鞋及帽子等物品。

## 原因
事故當日沒有下雪，加上前年豐收，令到遠近市鎮村落到彌彦神社參拜。由往年約2萬人增至3萬人。
而當場的警員只有16名，並且大部分在停車場忙於指揮交通，加上神社照明不足導致死傷嚴重。

## 後續
事故後國家公安委員會檢討新潟縣警察的責任。新潟縣警本部長引咎辭職，幹部警告及調職。而彌彦神社的正宮司、權宮司亦引咎辭職，並從此中止派發御福餅。
此外，之後的新年參拜將中央的參拜道改為只進，兩邊的小路改為只出的單行參拜，直至今日，並由西蒲警察署負責整理人流。